# Hölderlin-Ring
Der Hölderlin-Ring ist ein Kulturpreis, der in den Jahren 2010 bis 2016 sechsmal von dem Verein Hölderlin-Nürtingen e. V. an Personen vergeben wurde, die sich um Friedrich Hölderlin und sein Werk besonders verdient gemacht hatten. Die Auszeichnung wurde nicht finanziell vergütet. Die Preisträger erhielten den aus Silber gefertigten Hölderlin-Ring.
Der Initiator und Stifter der Auszeichnung war der Goldschmied Jürgen Gairing aus Nürtingen, der den Ring auch selbst gestaltete und anfertigte. Jürgen Gairing, der auch Stadtrat war, starb im Jahr 2017. Seither wurde der Hölderlin-Ring nicht mehr vergeben. Auf der Internetseite des Vereins Hölderlin-Nürtingen ist bisher nicht die Rede davon, dass die Vergabe des Hölderlin-Rings beendet worden sei (Stand Juli 2023).

## Preisträger
Quelle:
- 2010: Barbara Leib-Weiner
- 2011: Angela Wagner-Gnan
- 2012: Bernhard Hurm, Schauspieler und Intendant des Theaters Lindenhof in Melchingen
- 2013: Peter Härtling für seinen 1976 erschienenen Roman Hölderlin
- 2014: Christa Kożik und Herrmann Zschoche für den Film Hälfte des Lebens (1985), der zehn Lebensjahre Hölderlins darstellt. Kozik schrieb das Drehbuch, Zschoche führte Regie.
- 2016: Navid Kermani für seine Frankfurter Poetik-Vorlesung mit dem Titel Über den Zufall. Jean Paul, Hölderlin und der Roman, den ich schreibe (2010) und für seinen Roman Dein Name (2011)

## Rezeption
Der Hölderlin-Ring wurde nicht nur in der lokalen Presse beachtet. Beispielsweise berichteten im Jahr 2014 die Potsdamer Neuesten Nachrichten und das Filmmuseum Potsdam im Vorfeld über die Preisvergabe an die beiden Filmschaffenden, die Stuttgarter Zeitung und die überregionale Tageszeitung nd berichteten nach der Veranstaltung. Der Hölderlin-Ring 2014 ist in der Filmdatenbank der DEFA-Stiftung vermerkt. Ende 2020 wurde der Hölderlin-Ring in einem Artikel der Märkischen Allgemeinen über Christa Kozik erwähnt.